# Ekatherini Thanou
Ekatherini Thanou (Atenas, Grecia, 1 de febrero de 1975) es una exatleta griega, especialista en la prueba de 100 m, en la que ha logrado ser subcampeona mundial en 2001 y subcampeona olímpica en 2000. Sin embargo, la sospecha de dopaje dio al traste con su carrera deportiva en puertas de los Juegos Olímpicos de Atenas 2004.

## Carrera deportiva
Ekatherini Thanou nació en Atenas (Grecia). Su carrera deportiva como velocista comenzó a destacar en 1996 cuando gana la medalla de oro en los 60 m de los Europeos de Pista Cubierta en Estocolmo (Suecia). Un año después, gana el oro en los 100 m en los Juegos Mediterráneos de Bari (Italia), y en 1998 gana la medalla de bronce en los Europeos de Atletismo celebrados en Budapest (Hungría).
El salto de calidad lo dio en 1999, cuando gana la medalla de oro en los 60 m en los Mundiales de Atletismo en Pista Cubierta de Maebashi (Japón) y la medalla de bronce en 100 m en los Mundiales de Atletismo celebrados en Sevilla (España). 
En las Olimpiadas de Sídney 2000 ganó la plata en 100 metros lisos, con un tiempo de 11.12 segundos; Marion Jones llegó en primer lugar a la meta, siendo tercera la jamaicana Tayna Lawrence (11.18 segundos). 
En el Mundial de Edmonton 2001 ganó la medalla de bronce en los 100 metros lisos, con un tiempo de 10.91 segundos, llegando a la meta tras ucraniana Zhanna Pintusevich y la americana Marion Jones. 
En 2002, volvería a colgarse la medalla de oro en los 100 m en los Europeos de Atletismo celebrados en Múnich (Alemania) y la medalla de bronce en la misma especialidad en los Mundiales de Atletismo de París (Francia) en 2003.

## Caso de dopaje en Juegos Olímpicos de Atenas de 2004
Antes de las Olimpiadas de 2004, Ekatherini Thanou ya estuvo bajo sospecha por dopaje. Ella, junto a atleta también griego Konstadinos Kederis, eludieron varios controles antidopaje recurriendo a excusas singulares. El 12 de agosto de 2004, ambos atletas no se presentaron ante un oficial del Comité Olímpico Internacional para realizar un control antidopaje, puesto que se encontraban hospitalizados tras un accidente de moto que les causó heridas leves. Dos días después, el Comité Olímpico Griego anuncia que ambos atletas son expulsados de los Juegos Olímpicos de Atenas, y la Federación Internacional de Atletismo suspende a ambos atletas y a su entrenador Christos Tzekos a dos años de sanción.
Trató de volver a competir a partir de 2007 e intentar clasificarse para los Juegos Olímpicos de Pekín de 2008, pero ni los resultados fueron los deseados ni contó con el cariño de los aficionados. Por último, el COI vetó a Thanou para participar en los Juegos de Pekín.
Sin embargo, Ekhaterini Thanou vuelve a la palestra cuando la atleta Marion Jones reconoció en 2007 haberse dopado entre los años 2000 y 2003, por lo que el COI y la IAAF la despojan de sus medallas obtenidas tanto en los Juegos de Sídney como en los Mundiales de Edmonton respectivamente. La IAAF decidió entregar la medalla de plata de Jones en Edmonton a Thanou puesto que la federación no tenía pruebas de que la atleta griega se dopara, pasando la medalla de bronce a la bahameña Chandra Sturrup. Sin embargo, el COI sigue manteniendo sus dudas sobre la limpieza deportiva de Thanou y decide dejar sin campeona olímpica a las Olimpiadas de 2000, otorgando otra medalla de plata a la atleta jamaicana Tayna Lawrence que quedó tercera, y subiendo al podio a la cuarta clasificada Merlene Ottey como medalla de bronce.